# Friederike von Alvensleben
Friederike Caroline von Alvensleben, gescheiden Döbbelin, geboren von Klinglin (Brussel, 5 maart 1749 – Redekin, 10 april 1799) werd bekend als Duitse actrice onder de naam Friederike Caroline Döbbelin.

## Familie
Haar afkomst is nooit helemaal duidelijk geworden. Volgens de familieoverlevering zou ze afkomstig zijn uit de Elzasser familie von Klinglin en zijn opgegroeid in een klooster. Ze sloot zich aan bij de theatergroep van Karl Theophil Döbbelin, met wie ze in 1762 trouwde onder de naam Anna Catharina Friderici.
In 1763 werd een zoon geboren. In 1776 werd het huwelijk ontbonden en trouwde ze voor de tweede keer met kamerheer Johann Friedrich von Alvensleben (1736-1819), de broer van districtsbestuurder Gebhard XXVIII von Alvensleben. Met hem kreeg ze zes kinderen, waaronder de latere districtsbestuurder Eduard von Alvensleben (1787-1876). De schrijver Ludwig von Alvensleben (1800-1868) was haar kleinzoon.

## Leven
Als vrouw van de directeur van een bekend Duits theatergezelschap, wiens belangrijkste verdienste was dat hij het Duitstalige theater in Duitsland aanzien had gegeven, speelde ze in Braunschweig, Magdeburg, Leipzig, Halle en Berlijn, meestal de hoofdrollen in de drama's van Gotthold Ephraim Lessing, onder andere als “Emilia Galotti” (in de wereldpremière op 13 maart 1772 in Braunschweig) en 'Minna von Barnhelm' (in de Berlijnse première op 21 maart 1768). Haar collega-acteur Joseph Anton Christ beschreef haar in zijn memoires als "een dame, slank als een berk en mooi als Cythere (= Aphrodite)". 
Na haar tweede huwelijk verliet ze het theater en woonde ze met haar gezin eerst in Vienau en later in Redekin, waar ze samen met haar tweede echtgenoot begraven ligt op het kerkhof van de dorpskerk.